# Nuesret Kaymak
Nuesret Kaymak (* 1967 in Kirchheim unter Teck) ist ein deutscher Grafiker, Illustrator, Trickfilmer und Autor.
Kaymak machte seine Ausbildung am Berufskolleg für angewandte Grafik an der Johannes-Gutenberg-Schule in Stuttgart. Seit 1992 arbeitet er für Werbeagenturen, PR-Unternehmen, Filmproduktionen und Verlage. 2008 absolvierte Kaymak das berufsbegleitende Weiterbildungsprogramm Mobile Animation Content an der internationalen filmschule köln ifs.

## Publikationen
- Kalligraphie : Schreiben als Kunst, Regionalia Verlag, Rheinbach 2012, ISBN 978-3-939722-59-5
- Zeitreise Mittelalter, Regionalia Verlag, Rheinbach 2013, ISBN 978-3-939722-65-6
- Zeitreise Wikinger, Regionalia Verlag, Rheinbach 2014, ISBN 978-3-939722-86-1
- Komm mit in das Keltendorf, Regionalia Verlag, Rheinbach 2015, ISBN 978-3-95540-149-8
- Komm mit in das Kloster, Regionalia Verlag, Rheinbach 2015, ISBN 978-3-95540-150-4
- Komm mit in die Burg, Regionalia Verlag, Rheinbach 2015, ISBN 978-3-95540-151-1
- Komm mit in die Römervilla, Regionalia Verlag, Rheinbach 2015, ISBN 978-3-95540-152-8
- Piraten Quartett, Regionalia Verlag, Rheinbach 2015, ISBN 978-3-95540-202-0
- Ritter Quartett Römervilla, Regionalia Verlag, Rheinbach 2015, ISBN 978-3-95540-204-4
- Götter Quartett, Regionalia Verlag, Rheinbach 2015, ISBN 978-3-95540-203-7
- Komm mit in die Römervilla, Regionalia Verlag, Rheinbach 2015, ISBN 978-3-95540-152-8